# Tina Majorino
Albertina Marie Majorino (/meɪdʒɵˈriːnoʊ/; n. 7 februarie 1985, Los Angeles, California, SUA) este o actriță americană de film și televiziune. Și-a început cariera în copilărie, primele sale roluri fiind în Andre, Când un bărbat iubește o femeie⁠(d), Corrina, Corrina⁠(d) și Lumea apelor.
După cariera de succes din copilărie, Majorino a revenit pe marele ecran la vârsta de 18 ani, interpretând rolul lui Deb în filmul independent Napoleon Dynamite. Din 2004 până în 2007, a apărut în rolul lui Cindy „Mac” Mackenzie⁠(d) în serialul Veronica Mars și în filmul cu același nume din 2014; i s-a oferit rolul în sezonul patru⁠(d) al serialului, însă a refuzat. Aceasta a mai apărut în serialele Dragoste mare⁠(d), True Blood⁠(d) și Anatomia lui Grey. A interpretat rolul lui Maggie Harris în serialul de televiziune Legends⁠(d). Mai târziu, a apărut în serialul Scorpion⁠(d).

## Biografie
Majorino s-a născut în Westlake⁠(d), California, fiica lui Sarah și a lui Bob Majorino. Are origini italiene pe partea paternă. Majorino are un frate mai mare, Kevin, alături de care a fondat o trupă rock numită The AM Project.

### Cariera
Majorino și-a început cariera de actorie într-un sitcom din 1992 numit Camp Wilder⁠(d). Primul ei rol într-un film a fost în Când un bărbat iubește o femeie (1994). Ulterior, a obținut roluri principale în filmele de familie Corrina, Corrina și Andre, ambele fiind lansate în august 1994. A interpretat-o pe Enola în filmul de acțiune Lumea apelor (1995).
A jucat rolul principal în filmul de televiziune Alice în țara minunilor⁠(d) (1999). După Alice, a părăsit pentru scurt timp industria cinematografică, declarând că nu voia să-și petreacă întreaga copilărie pe platourile de filmare: „Am vrut să experimentez lucruri pe care un copil poate să le facă și mă cunosc pe mine însămi astfel încât, în momentul în care voi reveni la filmări, să fiu suficient de puternică în a păstra o atitudine pozitivă, să gândesc limpede și să iau decizii corecte pentru mine și familia mea”. Următorul ei proiect a apărut în 2004, celebrul film independent Napoleon Dynamite. Începând din 2004, a apărut în rolul personajului Cindy „Mac” Mackenzie în serialul UPN Veronica Mars; a apărut pentru prima dată în episodul opt al serialului - Like a Virgin⁠(d) - și a continuat să-și interpreteze rolul până la finalul serialului. Creatorul serialului, Rob Thomas⁠(d), a creat personajul pentru Majorino. Cei doi s-au întâlnit în cadrul unui interviu realizat de aceasta. Aceasta a apărut atât în sezonul al treilea al serialului, cât și în ultimul sezon. În aceeași perioadă, a obținut în rol în serialul Dragoste mare, împreună cu Jeanne Tripplehorn⁠(d), fostă colegă pe platourile filmului Lumea Apelor, respectiv cu Amanda Seyfried și Kyle Gallner⁠(d), colegi din Veronica Mars. În 2005, a apărut în videoclipul „Bind⁠(d)” al formației rock Lifehouse⁠(d).
A obținut un rol în The Deep End⁠(d), o emisiune de televiziune a companiei ABC din 2009. A interpretat rolul lui Addy Fisher, o angajată blândă și lipsită de încredere în sine la o cunoscută firmă de avocatură. Emisiunea a fost anulată după doar șase episoade.
A revenit în seriale în 2011, având rolul agentului special Genny Shaw în Cititorii de oase⁠(d). De asemenea, a apărut în videoclipul melodiei „Fuckin' Perfect⁠(d)” de Pink.
În 2012, aceasta și-a reluat rolul lui Deb în serialul animat Napoleon Dynamite⁠(d). A interpretat rolul vampirului Molly în sezonul 5 al serialului HBO True Blood, un rol necreditat ca femeie gravidă în serialul Jimmy și Hope⁠(d) și rolul lui Heather Brooks, doctor stagiar în sezonul 9 al serialului Anatomia lui Grey. În 2014, a apărut în filmul Veronica Mars, un proiect finanțat de fani prin intermediul Kickstarter. Majorino a fost abordată pentru a-și relua rolul lui Marc în sezonul 4 al serialului Veronica Mars în 2019, însă a refuzat când a aflat că personajul are doar apariții cameo.

## Filmografie

### Filme
| An   | Titlu                    | Rol                   | Note        |
| ---- | ------------------------ | --------------------- | ----------- |
| 1994 | When a Man Loves a Woman | Jess Green            |             |
| 1994 | Corrina, Corrina         | Molly Singer          |             |
| 1994 | Andre                    | Toni Whitney          |             |
| 1995 | Waterworld               | Enola                 |             |
| 1997 | Santa Fe                 | Crystal Thomas        |             |
| 2004 | Napoleon Dynamite        | Deb                   |             |
| 2006 | Think Tank               | Sal                   |             |
| 2006 | A Sharp                  | The Daughter          | Scurtmetraj |
| 2007 | What We Do Is Secret     | Michelle              |             |
| 2012 | Should've Been Romeo     | Alice                 |             |
| 2014 | Veronica Mars            | Cindy "Mac" Mackenzie |             |
| 2022 | I, Challenger            | Vanessa               |             |

### Seriale
| An        | Titlu                               | Rol                           | Note                         |
| --------- | ----------------------------------- | ----------------------------- | ---------------------------- |
| 1992      | ABC TGIF                            | Sophie                        | serial de televiziune        |
| 1992–1993 | Camp Wilder                         | Sophie Wilder                 | 19 episoade                  |
| 1996      | New York Crossing                   |                               | film de televiziune          |
| 1997      | True Women                          | Young Euphemia Ashby          | film de televiziune          |
| 1997      | Before Women Had Wings              | Avocet Abigail 'Bird' Jackson | film de televiziune          |
| 1997      | Merry Christmas, George Bailey      | Janie Bailey                  | film de televiziune          |
| 1999      | Alice in Wonderland                 | Alice                         | film de televiziune          |
| 2004      | Without a Trace                     | Serena Barnes / Andrews       | Episodul: "Lost and Found"   |
| 2004      | Testing Bob                         | Allison Barrett               | film de televiziune          |
| 2004–2007 | Veronica Mars                       | Cindy "Mac" Mackenzie         | 33 de episoade               |
| 2006–2011 | Big Love                            | Heather Tuttle                | 26 de episoade               |
| 2010      | The Deep End                        | Addy Fisher                   | 6 episoade                   |
| 2010      | In Security                         |                               | film de televiziune          |
| 2011      | P!nk: Fuckin' Perfect               | Adult Angel                   | videoclip muzical            |
| 2011      | Castle                              | Reese Harmon                  | Episodul: "One Life to Lose" |
| 2011–2012 | Bones                               | Special Agent Genevieve Shaw  | 3 episoade                   |
| 2012      | Napoleon Dynamite                   | Deb (voice)                   | 6 episoad                    |
| 2012      | True Blood                          | Molly                         | 6 episoade                   |
| 2012–2013 | Grey's Anatomy                      | Dr. Heather Brooks            | 22 de episoade               |
| 2014      | You, Me & Her                       | Erin                          | scurtmetraj                  |
| 2014      | If the Days of the Week Were People | Saturday                      | videoclip                    |
| 2014      | Legends                             | Maggie Harris                 | 10 episoade                  |
| 2017–2018 | Scorpion                            | Florence                      | 12 episoade                  |
| 2020      | Into the Dark                       | Jenny                         | Episodul: "Delivered"        |
| 2020      | Etheria                             | Erin                          | Episodul: "You Me & Her"     |